# Melipona triplaridis
Melipona triplaridis är en biart som beskrevs av Cockerell 1925. Melipona triplaridis ingår i släktet Melipona och familjen långtungebin. Inga underarter finns listade i Catalogue of Life.